# Couzon-au-Mont-d'Or
Couzon-au-Mont-d'Or är en kommun i departementet Rhône i regionen Auvergne-Rhône-Alpes i östra Frankrike. Kommunen ligger i kantonen Neuville-sur-Saône som tillhör arrondissementet Lyon. År 2022 hade Couzon-au-Mont-d'Or 2 541 invånare.

## Befolkningsutveckling
Antalet invånare i kommunen Couzon-au-Mont-d'Or
| Referens: INSEE |